# Тринідад (Колорадо)
Тринідад (англ. Trinidad) — місто (англ. city) в США, адміністративний центр округу Лас-Анімас штату Колорадо. Населення — 8329 осіб (2020). Через Тринідад проходить велика автомагістральI-25. У чотирьох кілометрах на північний захід від міста розташована туристична пам'ятка — озеро Тринідад.

## Історія
Місто було засноване 30 грудня 1879. Довгий час в околицях міста працювали численні вугільні шахти, проте до середини XX століття майже всі вони були закриті, до 1980-х років видобували природний газ.
З 1960-х років за Тринідадом закріпилося прізвисько «Американська столиця зміни статі» — в місті працювали кілька клінік під керівництвом відомого лікаря Стенлі Бібера, у яких здійснювалося до 4 операцій зі зміні статі на день. З 2003 року похилого хірурга на своєму посту змінила доктор Марсі Боверс.

## Географія
Тринідад розташований за координатами 37°10′27″ пн. ш. 104°29′28″ зх. д. / 37.17417° пн. ш. 104.49111° зх. д. (37.174057, -104.490984).  За даними Бюро перепису населення США в 2010 році місто мало площу 24,02 км², з яких 24,02 км² — суходіл та 0,00 км² — водойми.

### Клімат
| Клімат : Тринідад                            | Клімат : Тринідад | Клімат : Тринідад | Клімат : Тринідад | Клімат : Тринідад | Клімат : Тринідад | Клімат : Тринідад | Клімат : Тринідад | Клімат : Тринідад | Клімат : Тринідад | Клімат : Тринідад | Клімат : Тринідад | Клімат : Тринідад | Клімат : Тринідад |
| Показник                                     | Січ.              | Лют.              | Бер.              | Квіт.             | Трав.             | Черв.             | Лип.              | Серп.             | Вер.              | Жовт.             | Лист.             | Груд.             | Рік               |
| Абсолютний максимум, °C                      | 25,6              | 28,3              | 31,1              | 31,7              | 35,6              | 38,3              | 38,3              | 37,2              | 37,2              | 32,2              | 30,6              | 27,8              | 38,3              |
| Середній максимум, °C                        | 9,2               | 10,6              | 13,8              | 18,3              | 23,1              | 28,4              | 30,4              | 29,3              | 26,2              | 20,7              | 13,8              | 9,4               | 19,4              |
| Середній мінімум, °C                         | −7,3              | −5,8              | −2,6              | 1,6               | 6,5               | 11,4              | 14,1              | 13,3              | 9,3               | 3,2               | −2,8              | −6,6              | 2,8               |
| Абсолютний мінімум, °C                       | −35,6             | −29,4             | −26,1             | −21,1             | −5,6              | −1,7              | 5,6               | 2,8               | −5                | −19,4             | −26,1             | −32,2             | −35,6             |
| Норма опадів, мм                             | 12                | 16                | 26                | 38                | 48                | 40                | 63                | 58                | 32                | 28                | 19                | 15                | 395               |
| -------------------------------------------- | ----------------- | ----------------- | ----------------- | ----------------- | ----------------- | ----------------- | ----------------- | ----------------- | ----------------- | ----------------- | ----------------- | ----------------- | ----------------- |
| Джерело: The Western Regional Climate Center |                   |                   |                   |                   |                   |                   |                   |                   |                   |                   |                   |                   |                   |

## Демографія
У Тринідаді проживає близько 60% всього населення округу Лас-Анімас.
Згідно з переписом 2010 року, у місті мешкало 9096 осіб у 3774 домогосподарствах у складі 2270 родин. Густота населення становила 379 осіб/км².  Було 4375 помешкань (182/км²).
Расовий склад населення:
| - 81,5 % — білих - 2,6 % — корінних американців - 0,9 % — чорних або афроамериканців - 0,9 % — азіатів - 0,1 % — вихідців з тихоокеанських островів - 10,1 % — осіб інших рас |

До двох чи більше рас належало 3,9 %. Частка іспаномовних становила 50,0 % від усіх жителів.
За віковим діапазоном населення розподілялося таким чином: 23,6 % — особи молодші 18 років, 60,3 % — особи у віці 18—64 років, 16,1 % — особи у віці 65 років та старші. Медіана віку мешканця становила 39,3 року. На 100 осіб жіночої статі у місті припадало 95,4 чоловіків;  на 100 жінок у віці від 18 років та старших — 95,0 чоловіків також старших 18 років.
Середній дохід на одне домашнє господарство  становив 52 108 доларів США (медіана — 43 819), а середній дохід на одну сім'ю — 64 481 долар (медіана — 55 542). Медіана доходів становила 41 840 доларів для чоловіків та 32 471 долар для жінок. За межею бідності перебувало 16,9 % осіб, у тому числі 15,6 % дітей у віці до 18 років та 10,9 % осіб у віці 65 років та старших.
Цивільне працевлаштоване населення становило 3650 осіб. Основні галузі зайнятості: освіта, охорона здоров'я та соціальна допомога — 24,1 %, роздрібна торгівля — 10,7 %, мистецтво, розваги та відпочинок — 10,2 %.

## Галерея

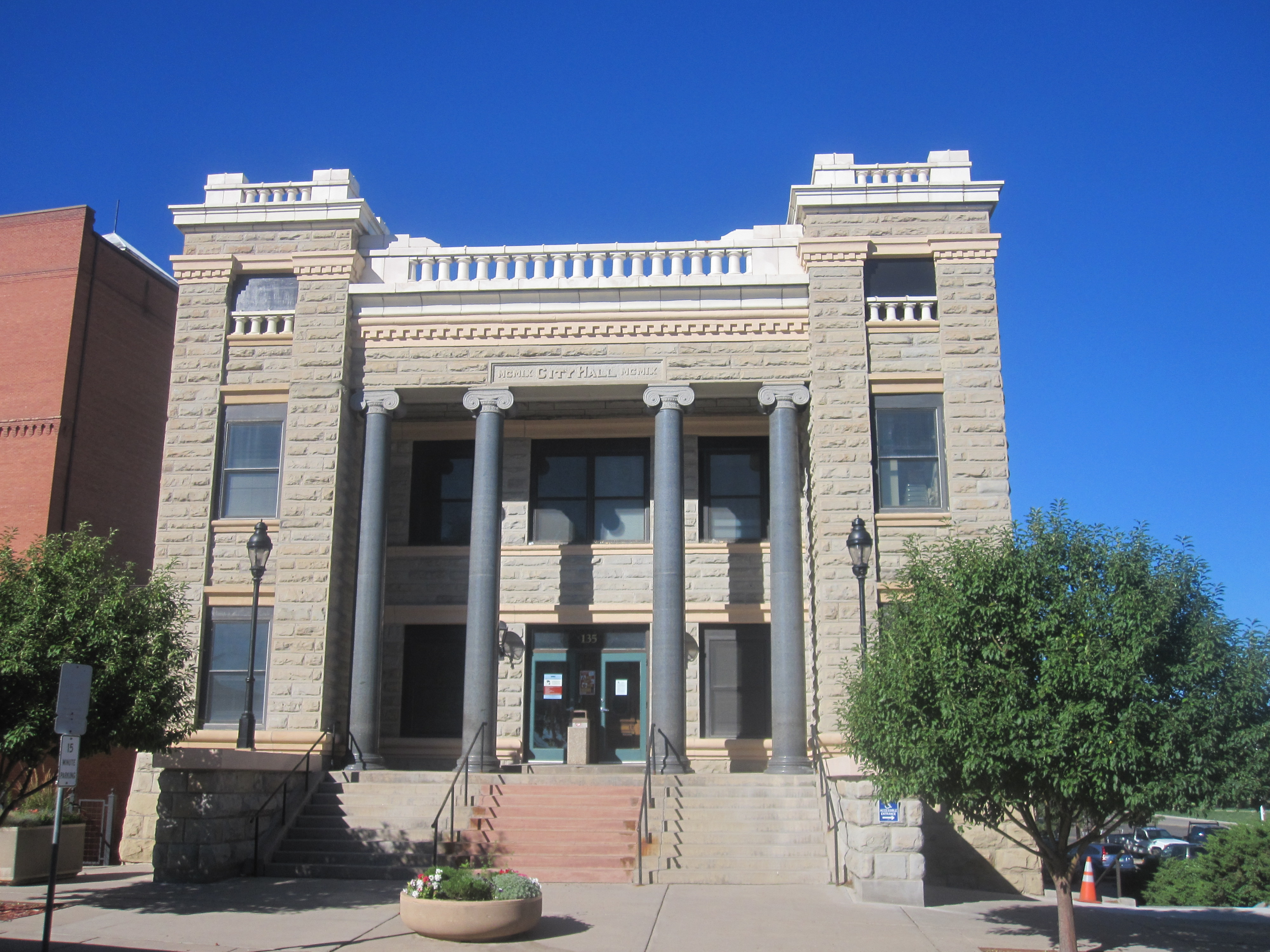
Мерія
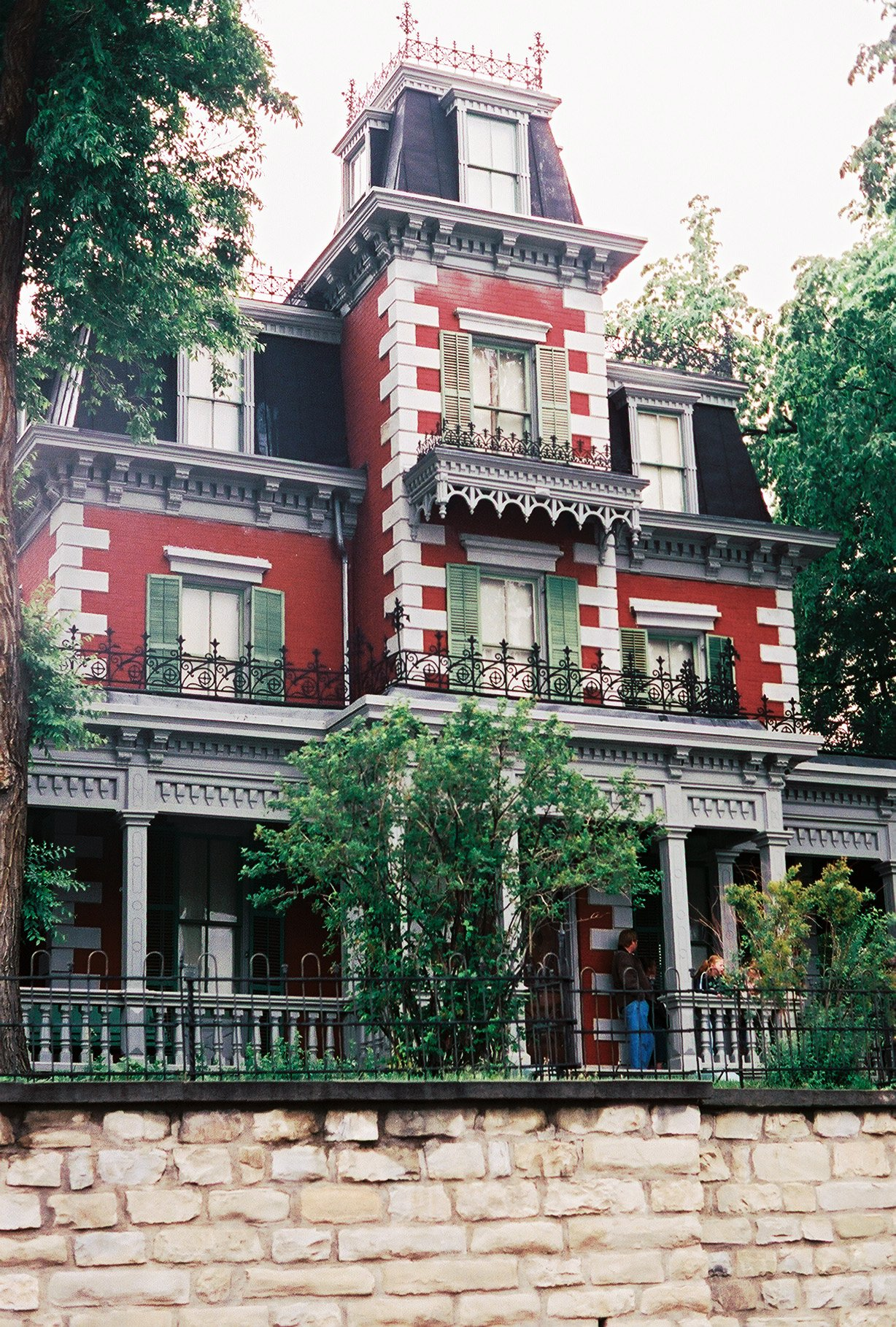
Особняк Блум, частина Тринідадського історичного музею
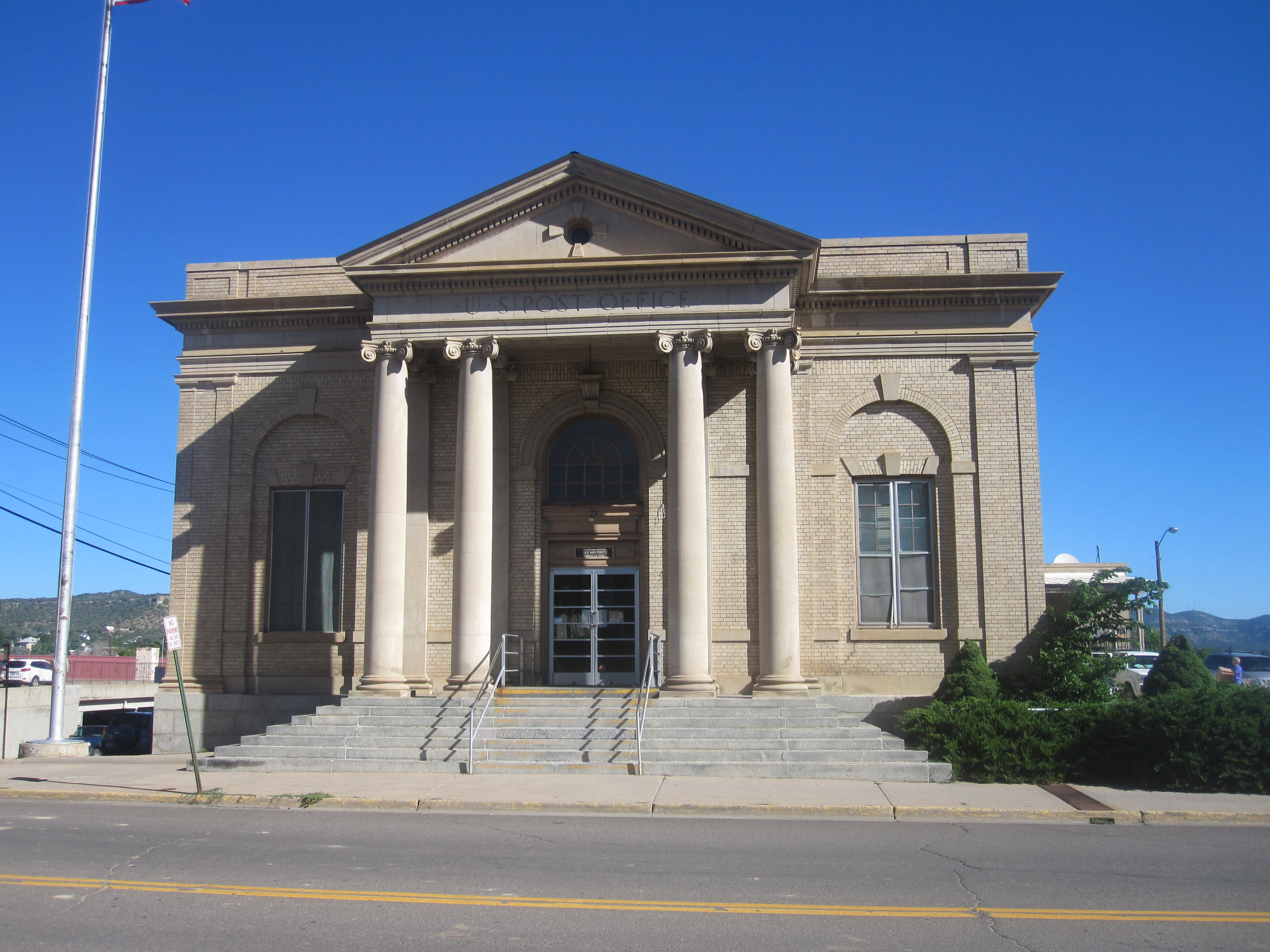
Поштове відділення
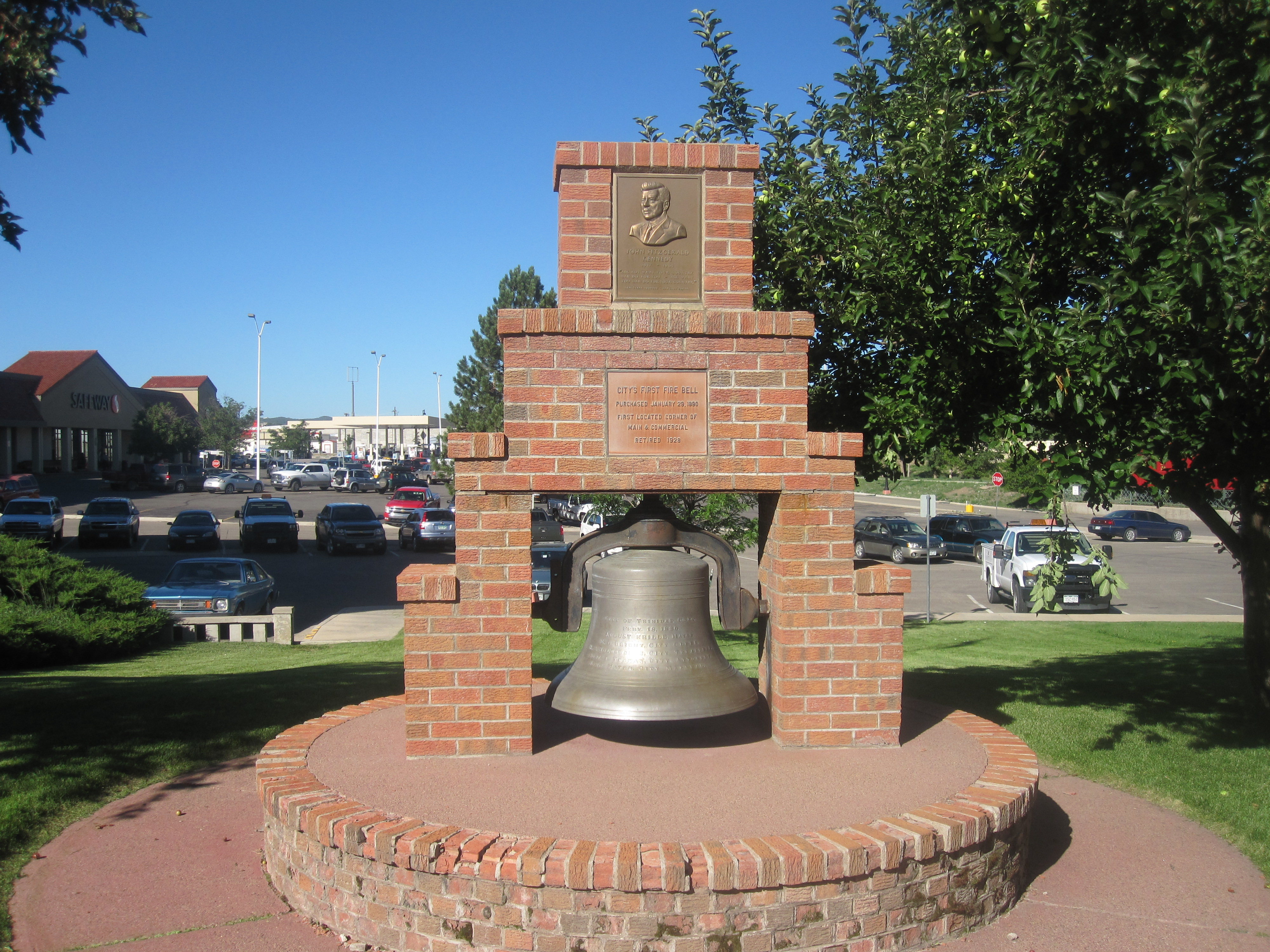
пожежний дзвін, що сповіщає містян про пожежі з 1890 по 1928